# Кельн-Головний
50°56′33″ пн. ш. 6°57′29″ сх. д. / 50.9425° пн. ш. 6.9580555555556° сх. д.
Кельнський головний вокзал (нім. Köln Hauptbahnhof) — головний залізничний вокзал у місті Кельні — найбільшому місті федеральної землі Північний Рейн-Вестфалія. Будівля вокзалу розташована на Вокзальній площі (''Bahnhofsvorplatz'') поблизу Кельнського собору. Східний виїзд із вокзалу виходить на залізничний міст через Рейн — міст Гогенцоллернів. Кельнський вокзал є найжвавішим вокзалом Північного Рейну-Вестфалії. Щодня з кельнського вокзалу вирушає до 280 000 пасажирів, що є п'ятим показником у Німеччині (після Гамбурга, Мюнхена, Франкфурта-на-Майні та Берліна). За німецькою системою класифікації станція ККельн-Головний належить I категорії.
, таким чином є однією з 21 основних залізничних станцій країни. Кельн — один із вузлових пунктів європейського далекого залізничного сполучення, для чого поряд з кельнським вокзалом на протилежному березі Рейну знаходиться ще одна станція категорії 1 — Кельн-Мессе/Дойц.

## Історія

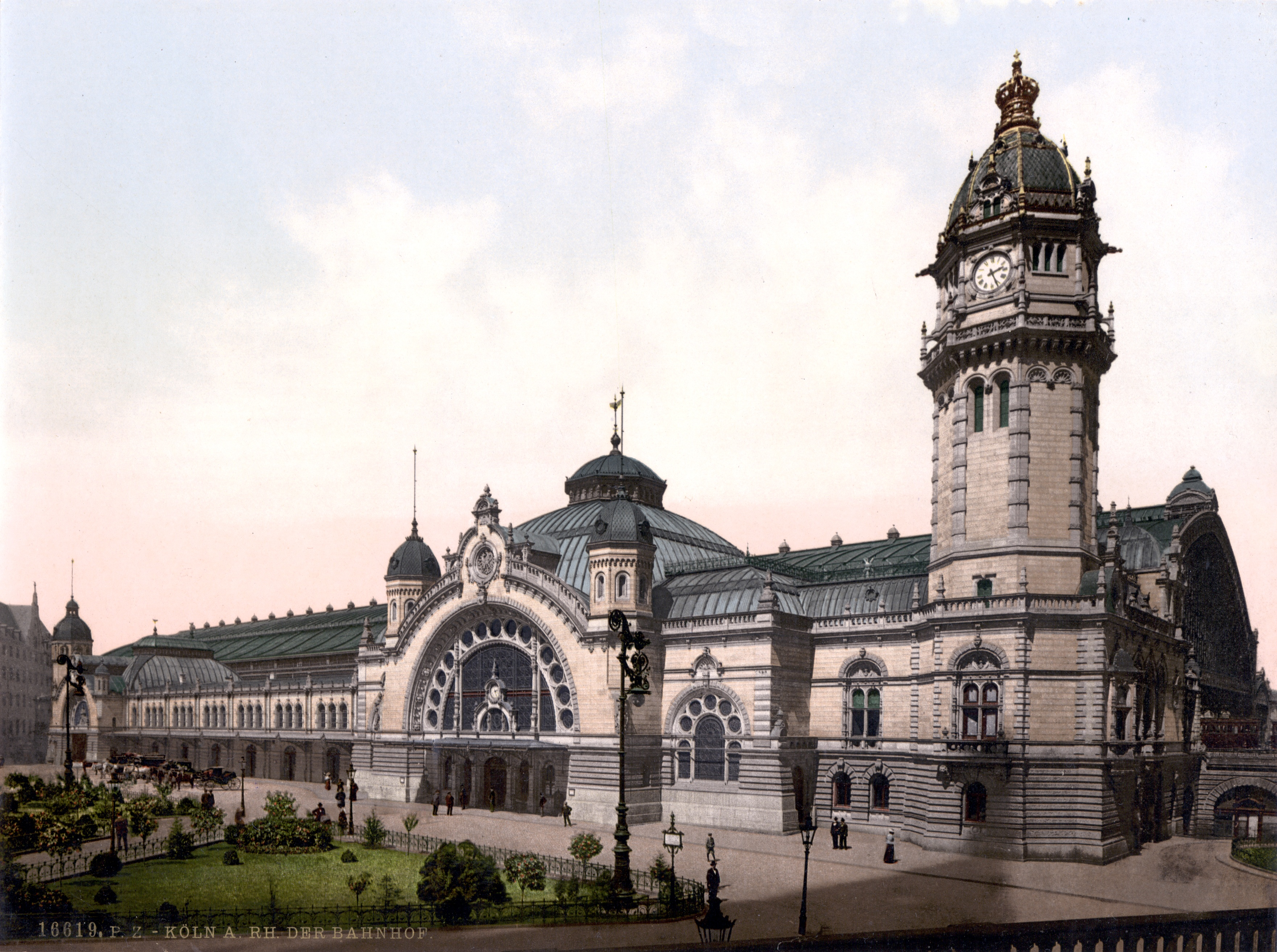
Вокзал 1900 року

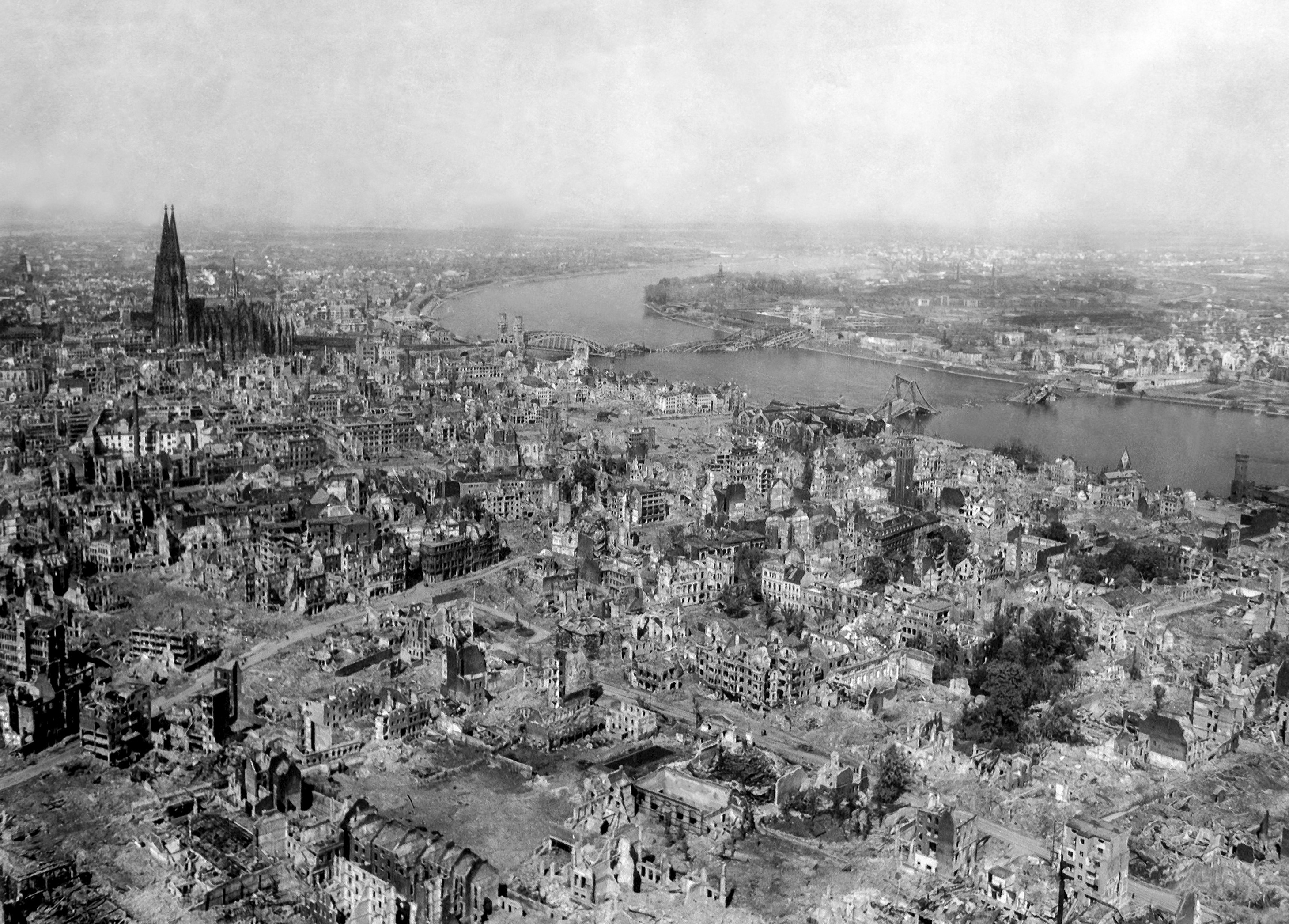
Кельн у 1945 році

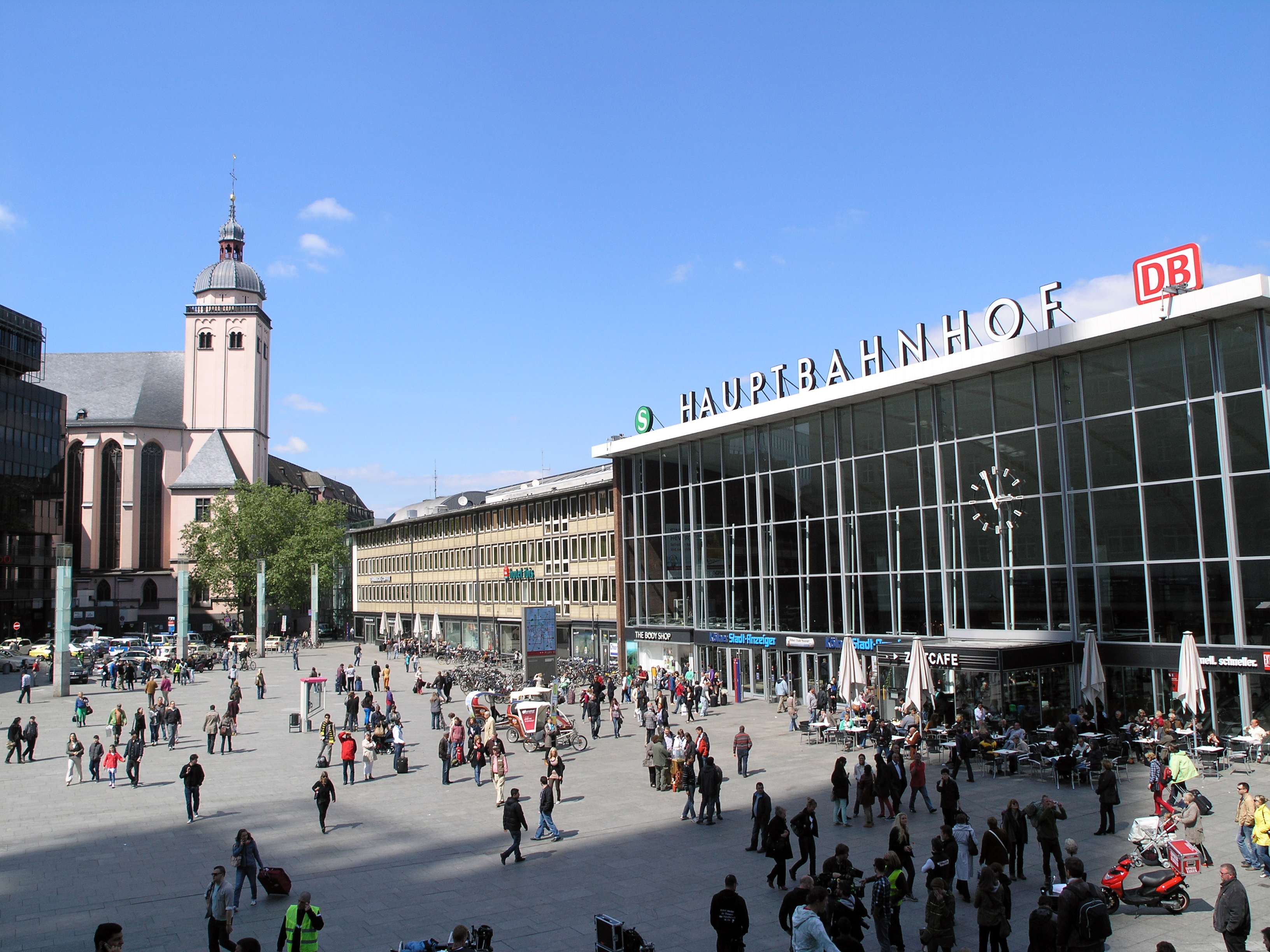
Вид на вокзал з боку Кельнського собору

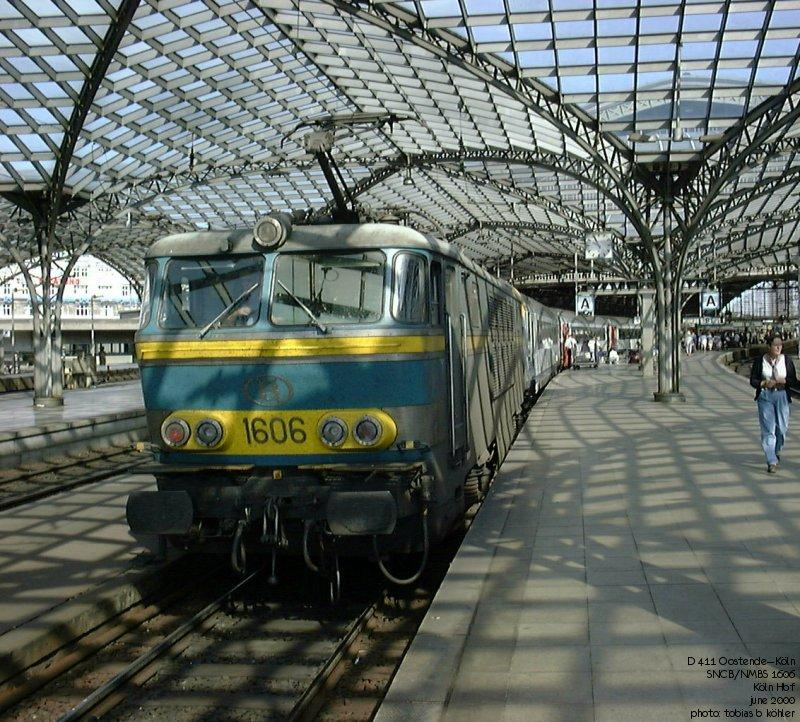
На пероні кельнського вокзалу

У 1850 році в Кельні існувало 5 вокзалів, які належали різним залізничним компаніям — Бонн-Кельнська компанія (BCE), Кельн-Крефельдська компанія (CCE), Рейнська компанія (RhE), Бранденбурзька компанія (BME) та Кельн-Мінденська компанія.З метою об'єднання ліво-рейнського та право-рейнського залізничного руху було прийнято рішення про будівництво центрального залізничного вокзалу, для чого у 1857 році міська рада виділила територію, що раніше належала університетському ботанічному саду. Будівництво розпочалося того ж року за проєктом архітектора Германа Отто фон Пфлауме. Замовником виступили спільно компанії RhE та BCE. Для зв'язку двох берегів Рейну в 1859 одночасно з вокзалом був зданий в експлуатацію так званий Соборний міст.Центральний вокзал швидко вичерпав свої потужності, але будівництву нового вокзалу перешкоджала компанія RhE, яка володіла вже наявним вокзалом і не бажала посилення своїх конкурентів. Тому можливість будівництва нового вокзалу виникла лише після націоналізації приватних залізничних компаній та об'єднання їх у єдину мережу залізниць Пруссії у 1880 році.
При проєктуванні нового вокзалу розглядалося два варіанти: будівництво нового вокзалу на місці старого центрального вокзалу або будівництво на новому місці. Попри те, що уряд у Берліні наполягав на першому варіанті 9 січня 1883 муніципалітет Кельна приймає рішення про будівництво вокзалу на новому місці. Місце для будівництва було обрано берлінським інженером Грюттефіном поряд із Кельнським собором. Проєкт вокзалу розробив ахенський архітектор Георг Френцен. Це був величезний двоповерховий будинок довжиною 255 м з великим критим пероном. Будівельні роботи почалися в 1889 році, а завершені були через п'ять років.Будівництво нового вокзалу призвело до необхідності реструктуризації всього залізничного сполучення в Кельні, яка була проведена в 1905 — 1911 роках. У 1907 році Соборний міст, що не справлявся зі збільшеною інтенсивністю руху, було знесено, а замість нього в 1911 році був відкритий міст Гогенцоллернів. Під час 262 бомбардувань британської авіації в роки Другої світової війни, найбільше з яких відбулося 30 — 31 травня 1942 року, будівля вокзалу, як і весь Кельн, була практично повністю зруйнована. Відразу після війни вирішувалося питання про перенесення головного вокзалу на територію товарної станції Gereon, там де зараз знаходиться Mediapark, але врешті було ухвалено рішення про відновлення старого вокзалу. Однак будівля вокзалу до відновлення не підлягала, тому першою чергою в 1953 році було побудовано сучасну будівлю з багажним відділенням і готелем, а через два роки були знесені залишки старого вокзалу. 23 вересня 1957 року відкрився новий критий перон проєкту архітектора Шмідта. При створенні системи міської електрички регіону Рейн-Рур в 1975 кількість колій на вокзалі було збільшено на дві, а в 1989 ще на дві, саме тоді вокзал досяг сучасних одинадцяти колій.29 березня 2000 року оновлений вокзал відкрився після майже трирічної реконструкції, вартість якої становила 200 млн. марок. Після реконструкції вокзал отримав першу в Європі повністю автоматизовану камеру схову. Також під час реконструкції було створено 11500 м² торгових площ, на яких працюють понад 700 працівників.31 травня 2010 року ландтаг Північного Рейну-Вестфалії ухвалив рішення про чергову модернізацію та розширення кельнського вокзалу. Вартість робіт з модернізації, яка завершилася 2019 року, становила 60 млн. євро . Роботи розпочалися наприкінці 2012 року з перебудови колії № 1, якою з 2013 року вирушають потяги ICE до Лондона.

## Рух поїздів станцією Кельн

### ICтаICE
| Лінія     | Маршрут | Маршрут |
| --------- | --- | --- |
| ICE 10    | Берлін-Східний — Ганновер — Білефельд — Гамм — Дортмунд — Ессен — Дуйсбург — Аеропорт Дюссельдорф — Дюссельдорф — Кельн-Мессе/Дойц — Кельн — Аеропорт Кельн/Бонн                           | |
| ICE 10    | Берлін-Східний — Ганновер — Білефельд — Гамм — Дортмунд — Ессен — Дуйсбург — Аеропорт Дюссельдорф — Дюссельдорф — Кельн-Мессе/Дойц — Кельн — Аеропорт Кельн/Бонн                           | Гаґен — Вупперталь — Кельн-Мессе/Дойц — Кельн — Бонн — Кобленц — Трір |
| IC 30     | Вестерланд — Гамбург — Мюнстер — Дортмунд — Ессен — Дуйсбург — Дюссельдорф — Кельн — Бонн — Майнц — Мангейм — Карлсруе                                                                     | Вестерланд — Гамбург — Мюнстер — Дортмунд — Ессен — Дуйсбург — Дюссельдорф — Кельн — Бонн — Майнц — Мангейм — Карлсруе                                                                     |
| IC(EC) 31 | Кіль — Гамбург — Мюнстер — Дортмунд — Вупперталь — Золінген — Кельн — Бонн — Майнц — Франкфурт-на-Майні — Вюрцбург — Нюрнберг — Пассау — Відень                                            | Кіль — Гамбург — Мюнстер — Дортмунд — Вупперталь — Золінген — Кельн — Бонн — Майнц — Франкфурт-на-Майні — Вюрцбург — Нюрнберг — Пассау — Відень                                            |
| IC 32     | Берлін-Зюдкройц — Берлін — Берлін-Шпандау — Вольфсбург — Ганновер — Білефельд — Дортмунд — Ессен — Дуйсбург — Дюссельдорф — Кельн — Бонн — Майнц — Мангейм — Гайдельберг — Штутгарт — Ульм | Берлін-Зюдкройц — Берлін — Берлін-Шпандау — Вольфсбург — Ганновер — Білефельд — Дортмунд — Ессен — Дуйсбург — Дюссельдорф — Кельн — Бонн — Майнц — Мангейм — Гайдельберг — Штутгарт — Ульм |
| IC 35     | Лер — Мюнстер — Реклінгхаузен — Ванне-Айкель — Гельзенкірхен — Оберхаузен — Дуйсбург — Аеропорт (Дюссельдорф) — Дюссельдорф — Кельн — Бонн — Кобленц — Трір — Люксембург                   | Лер — Мюнстер — Реклінгхаузен — Ванне-Айкель — Гельзенкірхен — Оберхаузен — Дуйсбург — Аеропорт (Дюссельдорф) — Дюссельдорф — Кельн — Бонн — Кобленц — Трір — Люксембург                   |
| ICE 42    | Дортмунд — Ессен — Дуйсбург — Дюссельдорф — Кельн — Зігбург — Аеропорт Франкфурт-на-Майні — Мангейм — Штутгарт — Мюнхен                                                                    | Дортмунд — Ессен — Дуйсбург — Дюссельдорф — Кельн — Зігбург — Аеропорт Франкфурт-на-Майні — Мангейм — Штутгарт — Мюнхен                                                                    |
| ICE 43    | Дортмунд — Вупперталь — Золінген — Кельн — Зігбург — Аеропорт Франкфурт-на-Майні — Мангейм — Карлсруе — Базель                                                                             | Дортмунд — Вупперталь — Золінген — Кельн — Зігбург — Аеропорт Франкфурт-на-Майні — Мангейм — Карлсруе — Базель                                                                             |
| ICE 45    | Кельн — Аеропорт Кельн/Бонн — Монтабаур — Лімбург — Вісбаден — Майнц — Дармштадт | Кельн — Аеропорт Кельн/Бонн — Монтабаур — Лімбург — Вісбаден — Майнц — Дармштадт |
| ICE 49    | Кельн — Аеропорт Кельн/Бонн — Зігбург — Монтабаур — Лімбург — Аеропорт Франкфурт-на-Майні — Франкфурт-на-Майні                                                                             | Кельн — Аеропорт Кельн/Бонн — Зігбург — Монтабаур — Лімбург — Аеропорт Франкфурт-на-Майні — Франкфурт-на-Майні                                                                             |
| IC 55     | Лейпциг — Галле — Магдебург — Ганновер — Білефельд — Хамм — Дортмунд — Вупперталь — Золінген — Кельн                                                                                       | Лейпциг — Галле — Магдебург — Ганновер — Білефельд — Хамм — Дортмунд — Вупперталь — Золінген — Кельн                                                                                       |
| ICE 78    | Амстердам — Арнем — Оберхаузен — Дуйсбург — Дюссельдорф — Кельн-Мессе/Дойц — Кельн — Аеропорт Франкфурт-на-Майні — Франкфурт-на-Майні — Базель                                             | Амстердам — Арнем — Оберхаузен — Дуйсбург — Дюссельдорф — Кельн-Мессе/Дойц — Кельн — Аеропорт Франкфурт-на-Майні — Франкфурт-на-Майні — Базель                                             |
| ICE 79    | Брюссель — Ахен — Кельн — Аеропорт Франкфурт-на-Майні — Франкфурт-на-Майні | Брюссель — Ахен — Кельн — Аеропорт Франкфурт-на-Майні — Франкфурт-на-Майні |
| ICE 80    | Париж (Північний вокзал) — Брюссель — Льєж — Ахен — Кельн — Дюссельдорф — Дуйсбург — Ессен                                                                                                 | Париж (Північний вокзал) — Брюссель — Льєж — Ахен — Кельн — Дюссельдорф — Дуйсбург — Ессен                                                                                                 |
| ICE 91    | Кельн — Бонн — Кобленц — Майнц — Франкфурт-на-Майні — Ханау — Вюрцбург — Нюрнберг — Регенсбург — Пассау — Відень                                                                           | Кельн — Бонн — Кобленц — Майнц — Франкфурт-на-Майні — Ханау — Вюрцбург — Нюрнберг — Регенсбург — Пассау — Відень                                                                           |

### RE,RBтаS-Bahn
| Лінія  | Назва                     | Маршрут |
| ------ | ------------------------- | --- |
| RE 1   | NRW-експрес               | Падерборн — Зост — Гамм — Дортмунд — Бохум — Ессен — Мюльгайм-на-Рурі — Дуйсбург — Аеропорт (Дюссельдорф) — Дюссельдорф — Кельн-Мессе/Дойц — Кельн — Ахен |
| RE 5   | Rhein-Express             | Еммеріх-на-Рейні — Везель — Дінслакен — Оберхаузен — Дуйсбург — Аеропорт (Дюссельдорф) — Дюссельдорф — Кельн-Мессе/Дойц — Кельн — Бонн — Кобленц          |
| RE 7   | Rhein-Münsterland-Express | Райне — Мюнстер — Гамм — Гаґен — Вупперталь — Золінген — Кельн-Мессе/Дойц — Кельн — Нойс — Крефельд                                                       |
| RE 8   | Rhein-Erft-Express        | Неттеталь — Менхенгладбах — Гревенброх — Кельн-Мессе/Дойц — Кельн — Аеропорт Кельн/Бонн — Тросдорф — Бонн — Лінц-на-Рейні — Кобленц                       |
| RE 9   | Rhein-Sieg-Express        | Ахен — Дюрен — Кельн — Кельн-Мессе/Дойц — Тросдорф — Зігбург — Зіген                                                                                      |
| RE 12  | Eifel-Mosel-Express       | Кельн-Мессе/Дойц — Кельн — Ойскірхен — Герольштайн — Трір                                                                                                 |
| RE 22  | Eifel-Express             | Кельн-Мессе/Дойц — Кельн — Ойскірхен — Герольштайн |
| RB 24  | Eifel-Bahn                | Кельн-Мессе/Дойц — Кельн — Ойскірхен — Герольштайн |
| RB 25  | Oberbergische Bahn        | Кельн — Кельн-Мессе/Дойц — Оверат — Гуммерсбах — Марієнгайде (Дизельне сполучення)                                                                        |
| MRB 26 | MittelrheinBahn           | Кельн-Мессе/Дойц — Кельн — Бонн — Кобленц — Майнц |
| RB 27  | Rhein-Erft-Bahn           | Менхенгладбах — Гревенброх — Кельн-Мессе/Дойц — Кельн — Тросдорф — Бонн — Лінц-на-Рейні — Кобленц                                                         |
| RB 35  | Der Weseler               | Кельн — Дюссельдорф — Аеропорт (Дюссельдорф) — Дуйсбург — Обергаузен — Везель                                                                             |
| RB 38  | Erftbahn                  | Дюсельдорф — Нойс — Гревенброх — Бедбург — Берггайм — Кельн — Кельн-Мессе/Дойц                                                                            |
| RB 48  | Rhein-Wupper-Bahn         | Вупперталь — Золінген — Кельн-Мессе/Дойц — Кельн — Бонн                                                                                                   |
| S6     | S-Bahn Rhein-Ruhr         | Ессен — Ратінген — Дюссельдорф — Лангенфельд — Кельн-Мессе/Дойц — Кельн                                                                                   |
| S11    | S-Bahn Rhein-Ruhr         | Аеропорт Дюссельдорф — Дюссельдорф — Нойс — Кельн-Ніппес — Кельн-Мессе/Дойц — Кельн — Бергіш-Гладбах                                                      |
| S12    | S-Bahn Rhein-Ruhr         | Дюрен — Хоррем — Кельн-Мессе/Дойц — Кельн — Тросдорф — Зігбург — Ау-на-Зізі                                                                               |
| S13    | S-Bahn Rhein-Ruhr         | Горем — Кельн-Мессе / Дойц — Кельн — Аеропорт Кельн / Бонн — Тросдорф                                                                                     |